# Mniobia lineata
Mniobia lineata is een raderdiertjessoort uit de familie Philodinidae. De wetenschappelijke naam van deze soort is voor het eerst geldig gepubliceerd in 1932 door Rahm.